# Tiabendazole
Tiabendazole (INN, BAN), còn được gọi là thiabendazole (AAN, USAN) hoặc TBZ và tên thương mại Mintezol, Tresaderm, và Arbotect, là một chất bảo quản, một chất chống nấm và thuốc chống nấm.

## Công dụng

### Bảo quản
Tiabendazole được sử dụng chủ yếu để kiểm soát nấm mốc, bệnh bạc lá và các bệnh nấm khác trong trái cây (ví dụ như cam) và rau quả; nó cũng được sử dụng như một phương pháp điều trị dự phòng cho bệnh cây du Hà Lan.
Tiabendazole cũng được sử dụng làm phụ gia thực phẩm, một chất bảo quản có số E E3333 (số INS 233). Ví dụ, nó được áp dụng cho chuối để đảm bảo độ tươi, và là một thành phần phổ biến trong các loại sáp được áp dụng cho vỏ của trái cây họ cam quýt. Nó không được phê duyệt là phụ gia thực phẩm ở EU, Úc và New Zealand.
Sử dụng trong điều trị aspergillosis đã được báo cáo.
Nó cũng được sử dụng trong các tấm tường chống nấm như một hỗn hợp với azoxystrobin.

### Ký sinh trùng
Là một ký sinh trùng, Thiabendazol có thể kiểm soát giun tròn (chẳng hạn như những gây lươn), giun móc, và các giun sán loài mà lây nhiễm động vật hoang dã, vật nuôi và con người.

## Nghiên cứu
Các gen chịu trách nhiệm duy trì thành tế bào trong nấm men đã được chứng minh là chịu trách nhiệm cho sự hình thành mạch ở động vật có xương sống. Tiabendazole phục vụ để ngăn chặn sự hình thành mạch trong cả phôi ếch và tế bào người. Nó cũng đã được chứng minh là phục vụ như một tác nhân gây rối loạn mạch máu để giảm các mạch máu mới được thành lập. Tiabendazole đã được chứng minh là có hiệu quả làm điều này trong một số tế bào ung thư.

## Dược lực học
Tiabendazole hoạt động bằng cách ức chế men ty thể, enzyme đặc hiệu giun sán, fumarate reductase, với khả năng tương tác với quinone nội sinh.

## Tổng hợp
Aryl amidine trung gian 2 được điều chế bằng cách thêm xúc tác HCl của anilin vào chức năng nitrile của 4-cyanothiazole (1). Amidine (2) sau đó được chuyển đổi thành N -chloro analog 3 với natri hypochlorite (NaOCl). Sau khi xử lý bằng base, chất này trải qua phản ứng chèn nitren (4) để tạo ra tiabendazole (5).
Một tổng hợp thay thế liên quan đến việc phản ứng 4-thiazolecarboxamide với o-phenylenediamine trong axit polyphosphoric.

### Các dẫn xuất
Một số dẫn xuất của tiabendazole cũng là thuốc dược phẩm, bao gồm albendazole, cambendazole, fenbendazole, oxfendazole, mebendazole và flubendazole.